# 밀항 (드라마)
《밀항》은 1985년 5월 26일에 MBC TV에서 방영되었던 베스트셀러극장이다.

## 줄거리
현실에 적응하지 못해 고민하는 한 사나이(박은수)가 단지 떠나고 싶다는 의지만으로 밀항을 꿈꾼다.
끈질긴 집념으로 밀항을 시도하던 그는 급기야 심한 화상을 입는다.
거센 풍랑에 좌초돼 마침내 무인도에 오른 사나이는...

## 출연
- 박은수
- 김기현
- 박윤배
- 견미리
- 변희봉
- 김민정
- 남영진
- 신국
- 지계순
- 김영두
- 나영진
- 윤창우
- 김웅철
- 박경순
- 강미
- 이숙
- 김두삼
- 이순규
- 강수영